# 扁参礁

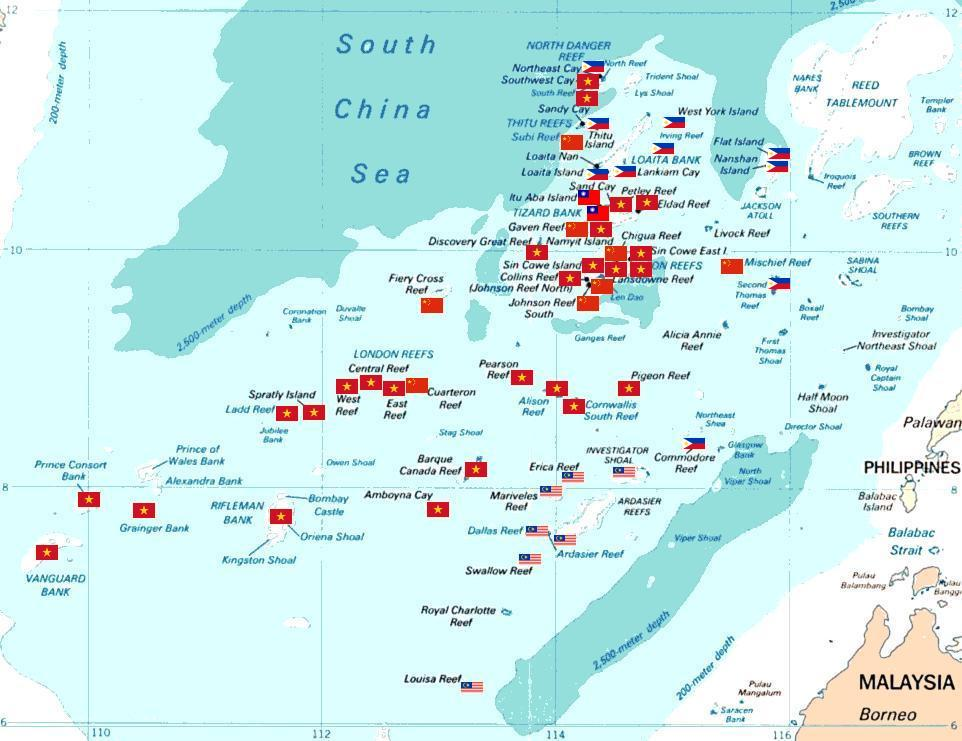
南沙諸島における南シナ海周辺諸国の実効支配状況

扁参礁（へんさんしょう、英語：Tetley Reef、ベトナム語：Đá Ninh Hoà / 𥒥寧和）は、南沙諸島のユニオン堆（英語：Union Banks、中国語: 九章群礁）と呼ばれる堆の南東部にある暗礁である。竜蝦礁から1カイリ離れている。中華人民共和国、中華民国（台湾）とベトナムも主権を主張している。